# Acacia dolichostachya
Acacia dolichostachya är en ärtväxtart som beskrevs av Sidney Fay Blake. Acacia dolichostachya ingår i släktet akacior, och familjen ärtväxter. IUCN kategoriserar arten globalt som nära hotad. Inga underarter finns listade i Catalogue of Life.